# Stéphanie van Parys

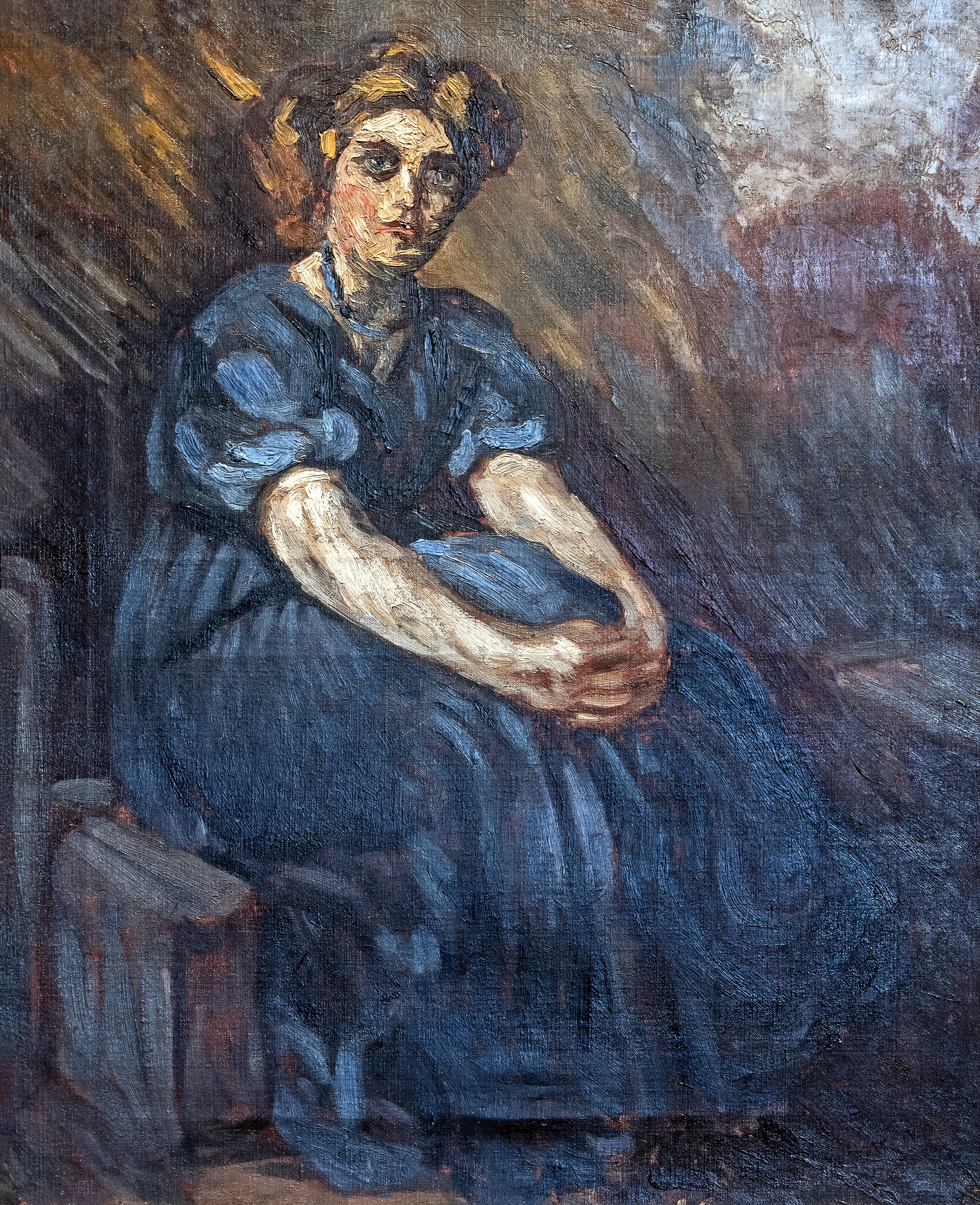
Portrait de Stéphanie Van Parys assis (rond 1905, Musée Ingres Bourdelle)

Stéphanie Van Parys (1877 – 1945), ook geschreven als Stéphanie Vanparÿs, was de eerste echtgenote van de Franse beeldend kunstenaar Émile-Antoine Bourdelle (1861-1929). Ze poseerde voor verschillende van zijn werken.
Van Parys was artistiek aangelegd (ze schilderde en boetseerde) en werkte voor het tijdschrift Femina. Ze was al gehuwd toen ze Bourdelle leerde kennen tijdens de jaren 1890. Ze poseerde voor een portret in pastel. Bourdelle was ongehuwd; hij had net zijn relatie met de oudere weduwe Marie Laprade beëindigd en hij en Van Parys begonnen een affaire. Hieruit werd zoon Pierre (1901-1966) geboren, die twee jaar later door zijn vader werd erkend. Nadat Van Parys een echtscheiding had bekomen, huwde ze met Bourdelle op 22 maart 1904. 
Tussen 1905 en 1910 poseerde Van Parys voor enkele olieverfschilderijen, waarvan sommige met haar zoontje. Ze is ook te zien op foto's genomen door haar echtgenoot. Bourdelle boetseerde ook een buste van Stéphanie Van Parys en haar beeltenis is te herkennen in de beeldhouwwerken Les Pommes (1907), Le Nuage (1907) en Pénélope (1905-1912).
Voor dat laatste beeld poseerde Cléopâtre Sevastos voor de houding van het lichaam. Zij was een leerling van Bourdelle en na een moeilijke driehoeksverhouding scheidden Bourdelle en Van Parys in 1910, waarna Bourdelle met Sevastos kon huwen.

## Galerij

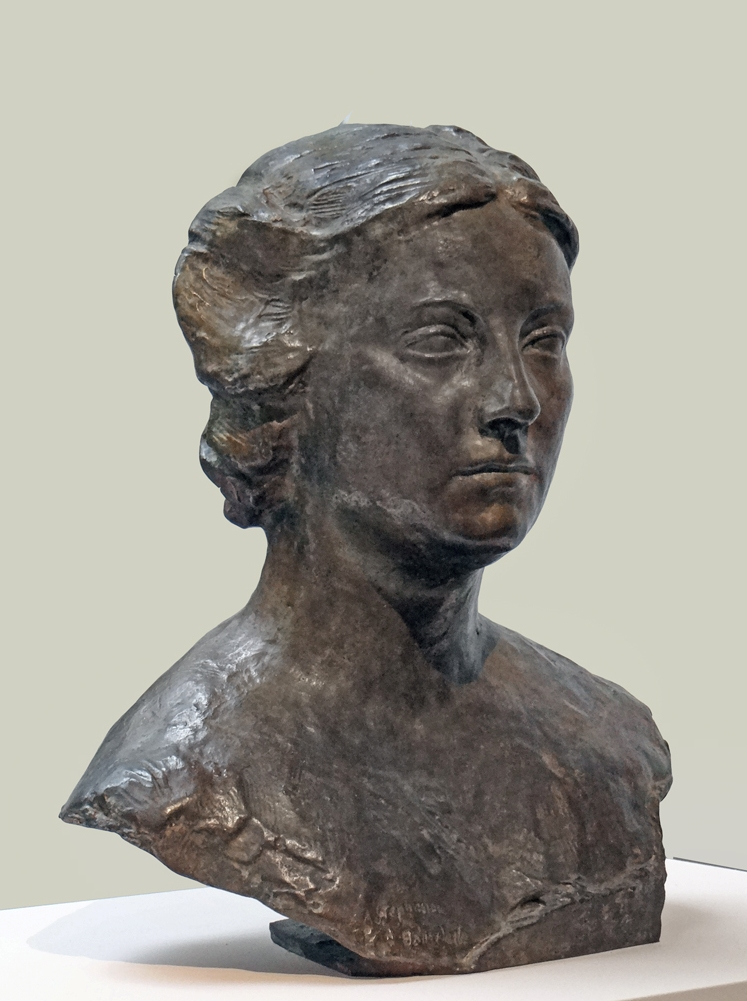
Buste van Stéphanie van Parys (rond 1909, Musée Ingres Bourdelle)
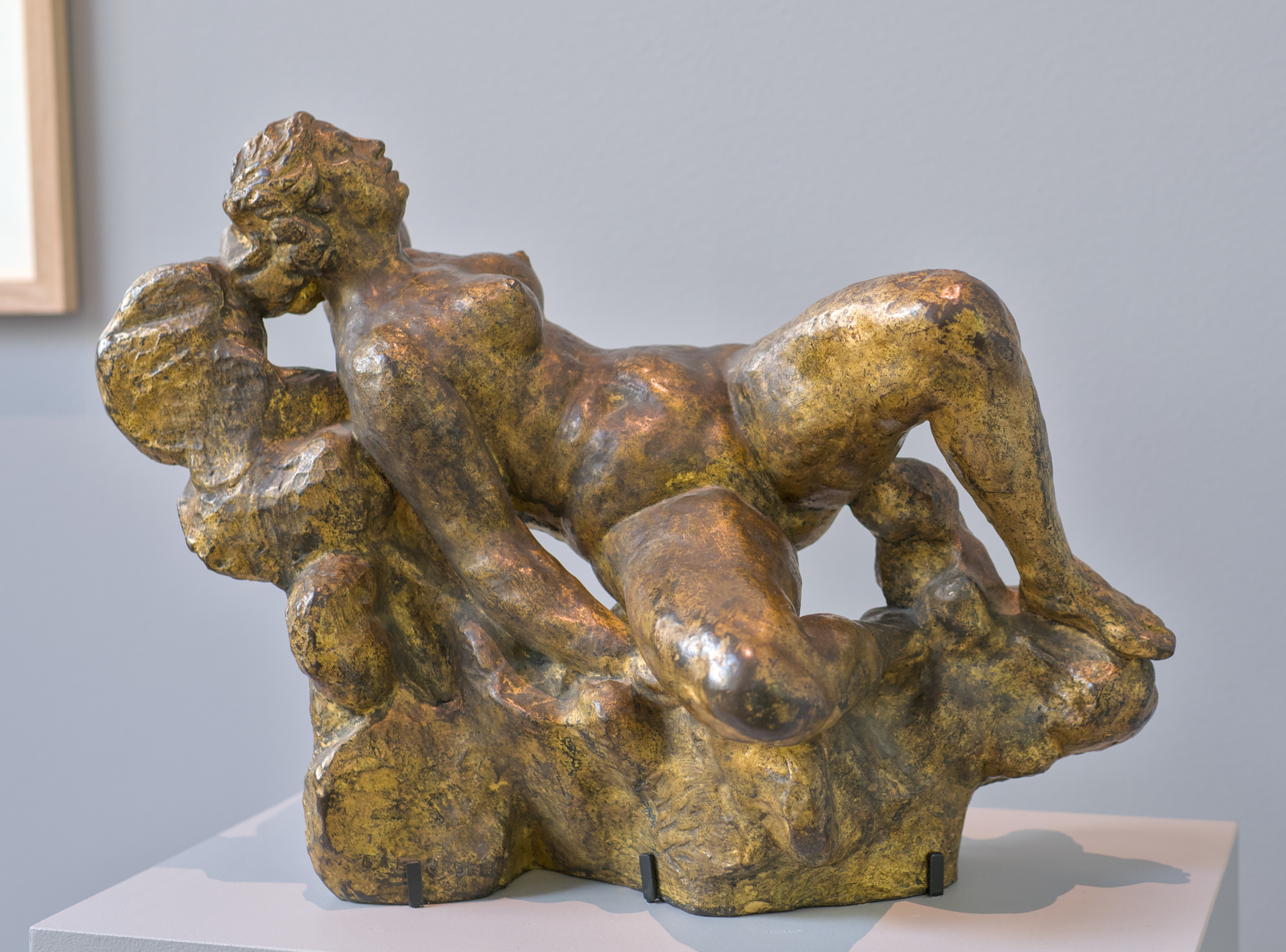
Le nuage (1907, Musée Bourdelle)
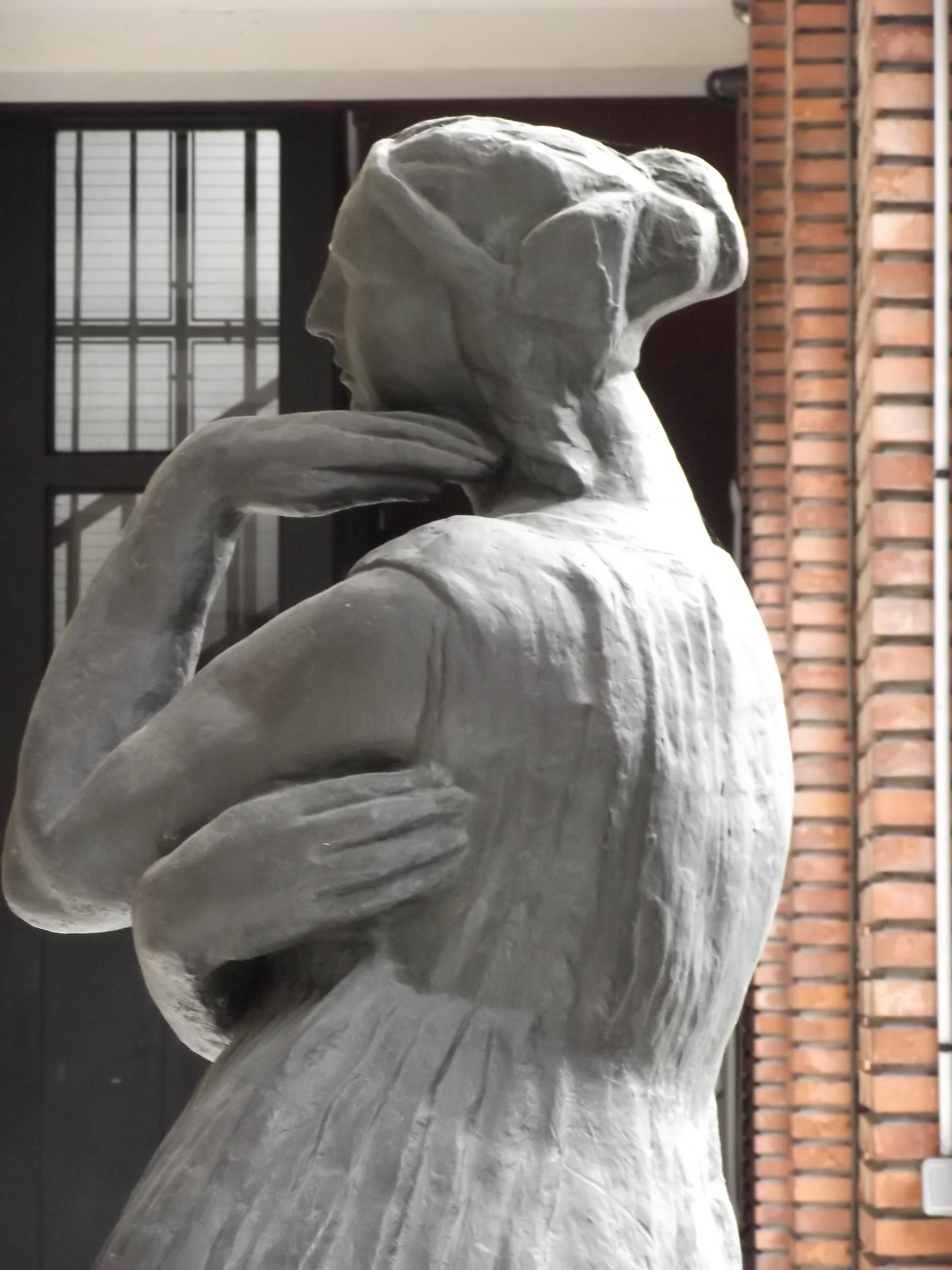
Pénélope (1905-1912, Musée Bourdelle)